# Зелёный змий
Зелёный змий (змей) — образное выражение русского языка, означающее водку и иные спиртные напитки. Также употребляется для обозначения пьянства в целом. Выражение «до зелёного змия допиться (напиваться)» указывает на сильнейшую степень опьянения.

## Происхождение
Выражение восходит к книжному «змий-искуситель» — тот, кто вводит в искушение, по библейскому сказанию о грехопадении Адама и Евы. Китайский исследователь сравнительной лингвистики Ван Цзижэнь пишет: «Семантизация змея и змия при этом дифференцируется: змий связывается исключительно с искушением Евы, а змей — с образом сатаны. Фразеологизм «зеленый змий» приобрел культурный смысл, обусловленный уподоблением алкоголя коварному библейскому змею-искусителю, из-за которого Адам и Ева были изгнаны из рая».

## Мультфильм
В 1962 году был выпущен мультфильм «Зелёный змий». По сюжету, Баба-Яга и Чёрт запустили самогонный аппарат, который превратился в Зелёного змия (его озвучил Анатолий Папанов). Самогон продавался людям, а Баба-Яга и Чёрт богатели, пока их не увезли в милицейской машине. Змий остался и стал искать себе новые жертвы. Так Зелёный змий будет жить, пока живут жулики и пьяницы.